# Список членов ордена Святого Иоанна Иерусалимского
Список членов ордена Святого Иоанна Иерусалимского

## Священный Совет Державного Ордена святого Иоанна Иерусалимского
- Великий Магистр:

1. с 29 ноября 1798 г. — Император Павел I

- Поручик Великого Магистра:

1. с 1798 г. — Бальи граф Юлий Литта
2. с 30 марта 1799 г. — Бальи граф Н. И. Салтыков

- Великий маршал:

1. с 1798 г. — Бальи Великий князь Александр
2. с 11 мая 1801 г. — Бальи М. И. Голенищев-Кутузов

- Великий командор:

1. с 9 июля 1799 г. — Бальи А. А. Беклешов
2. с 9 февраля 1800 г. — Бальи П. Х. Обольянинов
3. с 11 мая 1801 г. — Бальи А. А. Беклешов

- Великий Госпиталарий:

1. с 30 марта 1799 г. — Бальи граф Я. Е. Сиверс
2. с 7 марта 1800 г. — Бальи князь Г. П. Гагарин

- Великий адмирал:

1. с 30 марта 1799 г. — Бальи граф Г. Г. Кушелев
2. с 8 октября 1800 г. — Бальи Пиньятелли

- Великий хранитель:

1. с 30 марта 1799 г. — Бальи генерал И. В. Ламб
2. с 16 февраля 1802 г. — Князь Адам Чарторижский

- Великий начальник стражи:

1. с 30 марта 1799 г. — Бальи барон Гошланден
2. с 9 января 1800 г. — Бальи Великий князь Константин

- Великий бальи:

1. с 30 марта 1799 г. — Бальи барон Пфюрдт
2. с 20 февраля 1801 г. — Бальи барон Фрюшес-Аппенвейер
3. с 29 июня 1801 г. — Бальи князь А. Б. Куракин

- Великий канцлер:

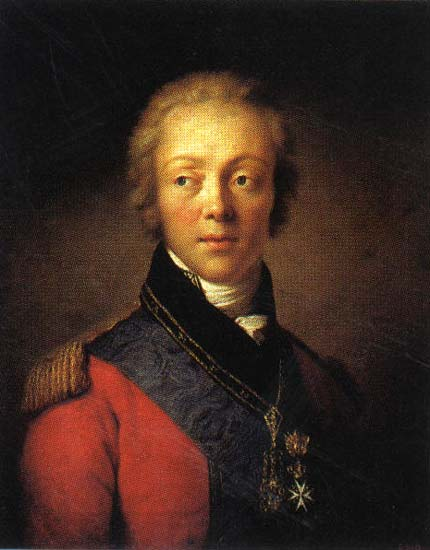
1. с 30 марта 1799 г. — Бальи граф Ф. В. Ростопчин
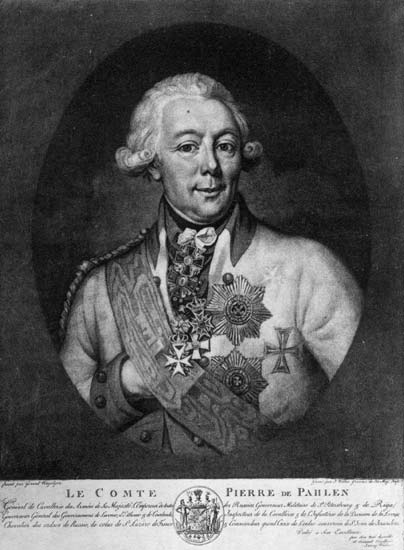
2. с 20 февраля 1801 г. — Бальи граф П. А. Пален
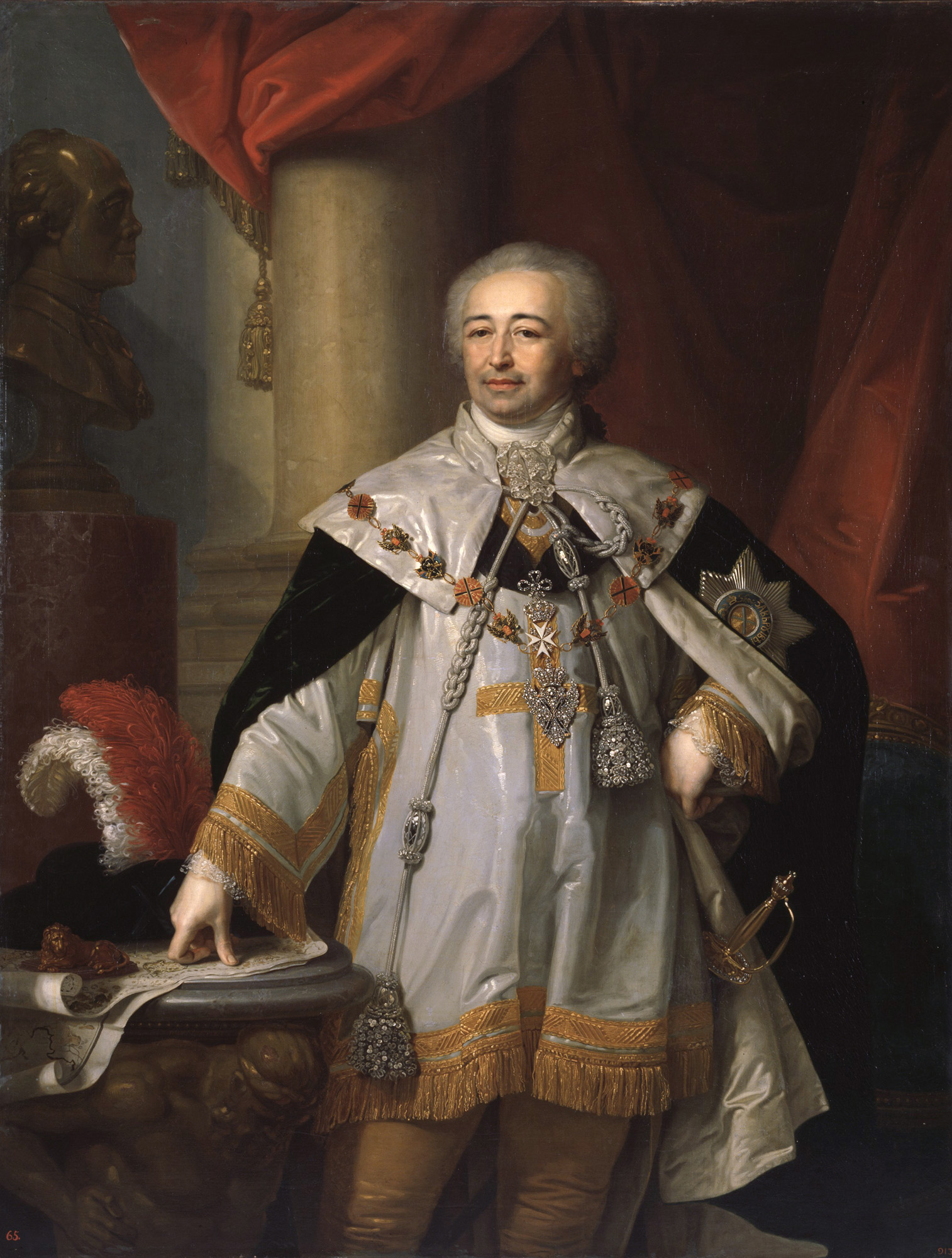
3. с 29 июня 1801 г. — Бальи князь А. Б. Куракин

- Великий гофмейстер:

1. с 30 марта 1799 г. — Бальи А. Л. Нарышкин

- Вице-Канцлер:

1. с 30 марта 1799 г. — Командор де ла Гуссей

## Великое Российское Приорство
- Великий приор:

1. Великий князь Александр

- Командоры:

1. Алексеев, полковник
2. Граф Аракчеев, генерал-лейтенант
3. Аракчеев, генерал-майор
4. Аргамаков 1-й, майор
5. Аргамаков 2-й, майор
6. Аргамаков 3-й, подполковник
7. Арсеньев, генерал-майор
8. Князь Багратион, генерал-майор
9. Карл Бауэр, генерал-лейтенант
10. Бразерт, майор
11. Бахметьев, генерал-майор
12. Бенкендорф, генерал от инфантерии
13. Князь Волконский 2-й, генерал-майор
14. Князь Волконский 3-й, генерал-майор
15. Князь Воронцов, генерал от инфантерии
16. Вязмитинов, генерал от инфантерии
17. Князь Гавриил Гагарин, действительный тайный советник
18. Князь Гагарин, подполковник
19. Герман, генерал от инфантерии
20. Голенищев-Кутузов, председатель Адмиралтейской коллегии
21. Князь Голицын 1-й, генерал от инфантерии
22. Князь Голицын 2-й, генерал-лейтенант
23. Князь Голицын 3-й, шталмейстер
24. Князь Голицын 4-й, камергер
25. Князь Голицын 5-й, генерал-майор
26. Горчаков, генерал-майор
27. Греков, полковник
28. Денисов, полковник
29. Дерфельден, генерал от кавалерии
30. Князь Долгорукий, генерал от инфантерии
31. Князь Долгорукий, генерал-лейтенант
32. Князь Долгорукий, генерал-адъютант
33. Князь Долгорукий, майор
34. Князь Долгорукий, полковник
35. Есипов, полковник
36. Граф Пётр Завадовский, действительный тайный советник
37. Калемин, подполковник
38. Кожин, генерал-адъютант
39. Кологривов, генерал-лейтенант
40. Кологривов, полковник
41. Колюбакин, полковник
42. Степан Колычёв 2-й, действительный тайный советник
43. Граф Виктор Кочубей, действительный тайный советник
44. Граф Григорий Кушелев, вице-адмирал
45. Лавров, полковник
46. Ламб, генерал от инфантерии
47. Лаптев, подполковник
48. Граф Ливен 1-й, генерал-лейтенант
49. Граф Ливен 2-й, генерал-адъютант
50. Ломоносов, полковник
51. Князь Лопухин, действительный тайный советник
52. Лопухин, генерал-адъютант
53. Барон Лютцов, полковник
54. Макаров, вице-адмирал
55. Меллесверде
56. Милорадович, генерал-майор
57. Молчанов, войсковой старшина
58. Граф Мусин-Пушкин-Брюс, камергер
59. Мусин-Пушкин, генерал-лейтенант
60. Нарышкин 1-й, гофмаршал
61. Нарышкин 2-й, гофмейстер
62. Граф фон дер Пален, генерал от кавалерии
63. Попгам, капитан английских войск
64. Повало-Швыковский, генерал от инфантерии
65. Пустошкин, вице-адмирал
66. Пушкин, полковник
67. Рейнсдорф, подполковник
68. Герцог де Ришельё, генерал-лейтенант
69. Князь де Роган, полковник австрийских войск
70. Барон Розен, майор
71. Розенберг, генерал от инфантерии
72. Граф Фёдор Ростопчин, действительный тайный советник
73. Граф Сергей Румянцев, действительный тайный советник
74. Саврахов, штабс-капитан
75. Граф Салтыков 1-й, генерал-фельдмаршал
76. Граф Салтыков 2-й, шталмейстер
77. Свечин, генерал-лейтенант
78. Граф Сиверс, действительный тайный советник
79. Судков (Сутгоф), генерал-майор
80. Томара, тайный советник
81. Титов, генерал-майор
82. Толбушин (Толбухин), адъютант
83. Уваров, генерал-адъютант
84. Фёдор Ушаков, адмирал
85. Чертков, генерал-адъютант
86. Чичагов, капитан
87. Шепелев, генерал-майор
88. Князь Щербатов, полковник
89. Энгельгардт, действительный тайный советник
90. Энгельгардт, генерал-майор
91. Эссен, генерал-лейтенант

## Великое Российско-Католическое Пpиорство
- Великий приор:

1. принц де Конде

- Командоры:

1. Граф Борг
2. Граф Виельгорский
3. Де Витри
4. Барон Виттен
5. Граф Грабовский
6. Де ла Гуссей
7. Граф Илинский
8. Граф Корвин-Косаковский
9. Граф Юлий Лита
10. Граф Лопоть
11. Князь Любомирский
12. Модзелевский
13. Монт-Мондар
14. Граф Иосиф Пляттер
15. Граф Казимир Пляттер
16. Князь Понинский
17. Марсель Поэль
18. Князь Андрей Радзивилл
19. Князь Михаил Радзивилл
20. Граф Рачинский
21. Клод де Сад
22. Князь Сапега
23. Туретт
24. Граф Хребтович
25. Князь Адам Чарторижский
26. Князь Константин Чарторижский
27. Граф де Шуазель

## Почётные командоры в России
1. Владимир Сергеевич Грушецкий, действительный тайный советник[1].
2. Роман Васильевич Кроун, адмирал

## Командоры ордена в России
1. Адеркас, майор
2. Алединский, штабс-капитан
3. Алексеев, полковник
4. Аленин 1-й, полковник
5. Балла, штабс-капитан
6. Барон Альбедиль, майор
7. Князь Барятинский
8. Бадиров, поручик
9. Бекетов
10. Князь Белосельский-Белозерский
11. Берг, полковник
12. Богатский, подпоручик
13. Бутурлин
14. Бухгольц, капитан
15. Белокопытов, подполковник
16. Велецкий, генерал-майор
17. Вергозинцев, майор
18. Владычин 1-й, майор
19. Владычин 2-й, капитан
20. Владычин 3-й, штабс-капитан
21. Граф Воронцов
22. Гартинг, инженер-капитан
23. Глухов, инженер-полковник
24. Граф М. И. Войнович, адмирал
25. Гафидов, капитан
26. Головачев, подполковник
27. Головин, подполковник
28. Головин, майор
29. Гончаров, штабс-капитан
30. Горбунов, поручик
31. Гресевицкий, поручик
32. Давыдов
33. Демидов
34. Дендригин, полковник
35. Князь Долгорукий
36. Дренякин, штабс-капитан
37. Дреер, поручик
38. Емельянов, майор
39. Епифанов, майор
40. Ефимович, полковник
41. Жеребцов, камергер
42. Зарамб, майор
43. Инсов, подполковник
44. Кавер, майор
45. Комаровский, генерал-майор
46. Карамышев, подполковник
47. Карпов, полковник
48. Кожин, капитан
49. Конинский, майор
50. Константинов, капитан
51. Корнилов, майор
52. Косаговский, полковник
53. Кохановский, майор
54. Кретов, подполковник
55. Крове, штабс-капитан.
56. Крушковский, капитан.
57. Крышев, майор
58. Кушников, полковник
59. Литвинов, штабс-капитан
60. Лутовинов, штабс-капитан
61. Мазин, штабс-капитан
62. Макронин, капитан
63. Максимов, подпоручик
64. Мамонов, капитан
65. Мейнбаум, майор
66. Миронов, войсковой старшина
67. Князь Нарымов, подполковник
68. Нарышкин
69. Одоевский
70. Озеров, поручик
71. Озеров, капитан
72. Олсуфьев
73. Палузин, войсковой старшина
74. Панаев, подполковник
75. Папков, штабс-капитан
76. Поздеев, подполковник
77. Подвицкий, подпоручик
78. Полозов, штабс-капитан
79. Поль, капитан
80. Потапов, штабс-капитан
81. Пулинский, поручик
82. Рачинский, штабс-капитан
83. Рейтовский, штабс-капитан
84. Румянцев, майор
85. Рычков, майор
86. Сальцер, подполковник
87. Граф Самойлов
88. Седьморацкий, генерал-майор
89. Смагин, подпоручик
90. Сорокин, капитан флота
91. Спесивцев, капитан
92. Степанов, подпоручик
93. Барон Григорий Строганов
94. Сыровацкий, поручик
95. Талызин, штабс-капитан
96. Граф Тизенгаузен
97. Тимофеев, штабс-капитан
98. Князь Трубецкой
99. Толстой, поручик.
100. Князь Тюфякин
101. Федоров, поручик
102. Фрейганг, штабс-капитан
103. Фрейдендаль, поручик
104. Хитрово, генерал-майор
105. Чириков
106. Швидский, полковник
107. Граф Шереметьев
108. Шмаков, штабс-капитан
109. Шостак, капитан флота
110. Шрамченко, поручик
111. Штерский, капитан
112. Граф Шувалов, полковник
113. Князь Юсупов

## Источник
- Антошевский И. К. Державный Орден святого Иоанна Иерусалимского, именуемый Мальтийским в России. — СПб., 1914.

## Другие кавалеры ордена
- С 1 января 1800 года — сенатор Николай Васильевич Леонтьев.